# Eugenio Bossilkov
Eugenio Bossilkov  o Eugenio del Sagrado Corazón fue un obispo Pasionista de Bulgaria y mártir del régimen comunista.

## Biografía
Nació en Belene, Bulgaria, en el seno de una familia católica. A los 11 años ingresó en el seminario pasionista de Ores, y luego pasó al de Russe, lugar de residencia del prelado de Nicópolis. Estudió humanidades e hizo el noviciado en Bélgica. Estudió Filosofía en Holanda y Teología, de nuevo, en Bélgica.
En 1924, regresó a su patria y allí fue ordenado sacerdote en 1926. En 1927, lo enviaron a Roma, donde estuvo cuatro años en el Pontificio Instituto Oriental. Aquí se capacitó para tener una relación con la iglesia ortodoxa, pues hablaba siete idiomas. Destacó siempre su apertura al problema ecuménico, sobre todo con los hermanos separados de Bulgaria. En sus predicaciones y en sus celebraciones, éste fue un tema frecuente.
De nuevo en Bulgaria, su obispo, el pasionista holandés Theelen, lo toma como secretario, nombrándolo párroco de la catedral. Aquí estuvo dos años y después fue párroco de Bardarski-Gheran, una extensa parroquia en plena vega del Danubio. Creó con los niños un coro; jugaba al fútbol. Aparte de su dedicación a los más pobres, mantuvo un continuo contacto con el mundo de la cultura. Decía: «no temáis molestarme; estoy aquí para servir a mis hermano».
En 1947 fue nombrado obispo de la diócesis de Nikópol con sede en Ruse. Es el primer obispo búlgaro. La situación no era buena, e intentó la recristianización de su grey, preparándola para defender la fe ante el régimen comunista. Creó misiones populares, donde participó activamente. Con gran dificultad, consiguió un pasaporte y pudo viajar a Roma, donde se entrevistó con Pío XII.
La situación con el régimen comunista fue tremenda, de manera que quisieron que jurara la "Lex Levitarum". todo esto le creó muchos problemas. Se cerraron escuelas, se confiscaron los bienes de la Iglesia. Fue arrestado en 1952, al mismo tiempo que otros 40 sacerdotes. El régimen estalinista de Sofía le temía y le acusó de ser el "jefe de la organización católica subversiva de espionaje" y, por eso, lo eliminó con "nocturnidad y alevosía". Fue fusilado en la misma cárcel de Sofía el 11 de noviembre de 1952, después de cuatro meses de dura prisión, de atroces sufrimientos y torturas físicas y síquicas.
Mantuvo siempre su coherencia y estaba preparado para el martirio. Todo el mundo lo sabía, pero el gobierno ocultó su muerte violenta y hasta 1975 no reconocieron su muerte.